# Estadio Padre Ernesto Martearena
Estadio Padre Ernesto Martearena – wielofunkcyjny stadion sportowy w Salcie. Został wybudowany na Mistrzostwa Świata U-20 w Piłce Nożnej w 2001 roku. Może pomieścić 20 408 osób. Obecnie na stadionie swoje spotkania rozgrywa trzecioligowy zespół Juventud Antoniana. Wcześniej na stadionie grał również inny lokalny klub, Central Norte.
Odbywają się na nim głównie mecze piłkarskie, ale dwa razy na tym stadionie odbył się mecz rugby. Argentyna zmierzyła się z Włochami w 2005 roku i z Anglią w 2009 roku.